# Uszkodzony piksel
Uszkodzony piksel – wada fabryczna monitorów ciekłokrystalicznych (LCD) lub matryc aparatów cyfrowych/kamer cyfrowych/kamer internetowych (ogólnie matryc światłoczułych) CCD.
Występuje ona w postaci cały czas świecącego się piksela (na biało, czyli wszystkie 3 kolory RGB, lub na jeden z nich) – „gorący piksel” lub w ogóle nie świecącego się piksela (czarny) – „martwy piksel”.
W przypadku matryc światłoczułych, gdy mamy do czynienia z martwym pikselem, dany piksel nie rejestruje światła, w wyniku czego na obrazie (zdjęciu, filmie itd.) widoczna jest mała plamka. W przypadku CCD i „hot pixeli” trudno jest je zauważyć – są widoczne dopiero przy długim czasie naświetlania.
W wypadku LCD ich dopuszczalna ilość określana jest przez normy TCO (zob. def. TCO'92 95/99/03) ustanawiane przez szwedzką organizację TCO Development działającej w ramach Tjänstemännens Centralorganisation.
Każdy piksel składa się z trzech subpikseli o różnych kolorach:     niebieskim,     czerwonym i     zielonym (RGB). Uszkodzony subpiksel oznacza usterkę, która wpływa na cały piksel. Różne natężenia subpikseli nadają kolor i odcień jednemu pikselowi.